# Pheidole inquilina
Pheidole inquilina é uma espécie de insecto da família Formicidae.
É endémica dos Estados Unidos da América.
A P. inquilina vive como parasita nos formigueiros de outras espécies do género Pheidole; os indivíduos da espécie são quase todos machos ou fêmeas sexuadas, mas por vezes encontram-se também obreiras e soldados (a existência de uma casta de soldados é a razão para a espécie ter sido incluída no género Pheidole - em que a existência de soldados é uma característica - em vez de no género Epipheidole em que era anteriormente classificada). Nos formigueiros parasitados pela P. inquilina não se encontram rainhas da espécie hospedeira, presumindo-se que a rainha da espécie hospedeira é removida e substituída por uma ou várias rainhas P. inquilina.